# L'isola del tempo perso
L'isola del tempo perso è un romanzo di Silvana Gandolfi pubblicato nella collana Gl'Istrici della Adriano Salani Editore nel 1997.

## Trama
Giulia e Arianna sono molto amiche. Un giorno Giulia, con la scuola, visita una miniera diventata museo e Arianna, che è già in vacanza, la raggiunge lì. Allontanandosi dalla classe, le due ragazze si perdono, e dopo un po' si ritrovano sull'isola del tempo perso.

## Diffusione
Il libro, riedito da Salani nel 2005 come supplemento a Topolino, è stato più volte ristampato da Salani e tradotto in sei lingue, da editori quali Bertelsmann ed Éditions du Seuil.